# اچ‌ام‌اس باربادوس (کی۵۰۴)
اچ‌ام‌اس باربادوس (کی۵۰۴) (به انگلیسی: HMS Barbados (K504)) یک کشتی بود که طول آن ۳۰۳ فوت ۱۱ اینچ (۹۲٫۶۳ متر) بود. این کشتی در سال ۱۹۴۳ ساخته شد.